# حقوق بشر در جمهوری آذربایجان
سازمان‌های بین‌المللی مکرراً ادعا می‌کنند که آذربایجان استانداردهای حقوق بشر را که در حقوق بین‌الملل تعیین شده است، نقض کرده است.که برخی از آنها بشرح زیر است:
- اثر معاهدات بین‌المللی
- حقوق انتخاباتی
- آزادی اجتماعات و بیان عقاید سیاسی
- زندانیان سیاسی
- آزادی رسانه‌ها
- فساد مالی
- اخراج غیرقانونی
- حقوق همجنس‌گرائی LGBT[نیازمند منبع]
- قطعنامه سال ۲۰۱۱ پارلمان اروپا
- گزارش سالانه ۲۰۱۷–۲۰۱۵ مرکز اطلاعات و امنیت اروپا
- گزارش کمیته کار سازمان ملل متحد سال ۲۰۱۷ دربارهٔ بازداشت‌های خودسرانه
- شرایط نخجوان

دولت جمهوری آذربایجان از ۱۸ میثاق حقوق بشر بین‌المللی ۱۵ میثاق آنرا تصویب کرده‌است.

## اثر معاهدهای بین‌المللی
شورای اروپا در روز ۲۵ ماه ژانویه سال ۲۰۰۱ جمهوری آذربایجان را به عضویت کامل پذیرفت. جمهوری آذربایجان در روز ۱۵ ماه آوریل سال ۲۰۰۲، کنوانسیون حفاظت از حقوق بشر و آزادیهای بنیادین را تصویب کرد. از زمان تصویب آن، هر کسی که ادعا کند که در نتیجه اقداماتی یا عدم انجام اقداماتی از جانب جمهوری آذربایجان قربانی نقض حقوق و آزادی‌های تعریف شده توسط دادگاه حقوق بشر اروپا شده‌است، حق اقامه دعوی علیه دولت جمهوری آذربایجان در دادگاه اروپائی حقوق بشر را دارد. جمهوری آذربایجان با وجود داشتن عضویت در این نهاد مانند شورای حقوق بشر و شورای اروپا، نهادهای مستقل دیگر نظیر دیده‌بان حقوق بشر بارها از این دولت به دلیل سابقه حقوق بشری‌اش انتقاد کرده‌اند.

## رویکرد مقامات دولتی
از جمله نگرانی‌های دیگر این است که، مقامات متهم به بازداشت‌های خودسرانه و نامحدود، ضربات شدید و شکنجه بازداشتی‌ها، و ناپدید شدن اجباری می‌باشند. برغم وجود رسانه‌های خبری مستقل، روزنامه‌نگارانی که از حکومت انتقاد می‌کنند، اغلب مورد آزار و اذیت، زندانی شدن و حتی حمله فیزیکی قرار می‌گیرند. پرزیدنت الهام علی‌اف، قدرت را از پدرش، حیدر علی‌اف به ارث برده‌است، که ویژگی بارز شخصیتی را حفظ کرده‌است. الهام علی‌اف اغلب به دلیل عدم بهبود وضعیت آزادی‌های مدنی در سیاست‌های پدرش مورد انتقاد قرار گرفته‌است.

## آزادی اجتماعات
تظاهرات عمومی علیه رژیم حاکم تحمل نمی‌شود و مقامات اغلب از خشونت برای پراکنده نمودن اعتراضات استفاده می‌کنند.

## موضعگیری‌ها
در فهرست شاخص آزادی مطبوعات سال ۲۰۱۳–۲۰۱۴ که توسط «گزارشگران بدون مرز» منتشر شد، جمهوری آذربایجان در بین ۱۸۰ کشور در رتبه ۱۶۰ قرار داشت.

## زندانیان سیاسی در جمهوری آذربایجان
زندانیاان سیاسی در جمهوری آذربایجان در چند دسته کلی شامل:

- فعالان تالشی
- فعالان مذهبی
- فعالان جوانان
- زندانیان نظامی و غیر نظامی ارمنی
- منتقدان دولت الهام علی اف

دسته بندی می شوند. جا سازی کردن مواد مخدر در لوازم فرد و بازداشت و محکوم کردن وی به اتهام حمل مواد مخدر از روشهای مرسوم در جمهوری آذربایجان برای دستیگیری افراد است.